# Master Classics of Poker
De Master Classics of Poker (MCOP) is een pokertoernooi dat sinds 1992 jaarlijks wordt gehouden in Amsterdam. Het toernooi bestaat uit een hoofdtoernooi (het Main Event) en meerdere kleinere toernooien (side events). De toernooien staan open voor spelers van minimaal achttien jaar oud en van alle nationaliteiten. De locatie van de MCOP is Holland Casino Amsterdam.

## Geschiedenis
De Master Classics of Poker werd in 1992 voor het eerst georganiseerd. Het bestond toen uit zes verschillende toernooien, waarvan het HFl 1.050 Seven Card Stud-toernooi het hoofdevenement (main event) was. Vanaf de jaren daarna werd het hoofdtoernooi telkens gespeeld in de populairdere No Limit Texas Hold'em-variant. 
De toegangsprijs (buy-in) voor het Main Event heeft verschillende inlegbedragen gekend, tot aan € 6.000 gedurende de jaren 2008-2010.  
De Master Classics of Poker is het grootste jaarlijkse pokerevenement van Nederland en trekt naast vele nationale en internationale toernooispelers ook ieder jaar veel cashgamespelers aan door het brede aanbod van limieten (5-5 t/m 50-100). Sinds 2011 is er aan het toernooischema een High Roller Event toegevoegd waarbij iedere deelnemer € 10.000,- inlegt. In 2016, tijdens de 25e (Silver) editie van de MCOP werd eenmalig een €25.000,- kostende Super High Roller Event gehouden. De satellitetournooien voor het High Roller Event kent verrassingen. In 2015 haalde Jer el Salsero met € 500,00 inschrijfgeld de tweede plaats. 
Bij de editie van 2015 werden de pokerhanden in een livestream getoond. In de kaarten zit een chip met een code die via scanners onder het pokertafeldoek wordt doorgegeven aan een computerprogramma. De kaarten worden met een halfuur vertraging publiek gemaakt via een livestreamverbinding. Voor kijkers was mogelijk om mee te kijken hoe de spelers speelden en hun beslissingen namen.
In 2020 kon de Master Classics of Poker geen doorgang vinden in verband met de Coronapandemie.
Kenmerkend aan de Master Classics of Poker is dat de winnaars van de respectievelijke toernooien, naast een geldprijs, een porseleinen bordje ontvangen.

## Winnaars Main Event
| Editie | Jaar | Toernooi                                  | Deelnemers | Winnaar             | Prijs         | Nummer twee           | Uitslag |
| ------ | ---- | ----------------------------------------- | ---------- | ------------------- | ------------- | --------------------- | ------- |
| 32     | 2024 | € 3.000 No Limit Hold'em - Main Event     | 427        | Eero Abbey          | € 203,800     | Jeroen Kalthof        |         |
| 31     | 2023 | € 3.000 No Limit Hold'em - Main Event     | 469        | Tommi Lankinen      | € 218,714     | Tom Talboom           |         |
| 30     | 2022 | € 3.000 No Limit Hold'em - Main Event     | 498        | Julien Sitbon       | € 237.808,-   | Santo Bakker          |         |
| 29     | 2021 | € 2.200 No Limit Hold'em - Main Event     | 340        | Bas de Laat         | € 126.883,-   | Jimmy Pan             |         |
| 28     | 2019 | € 4.000 No Limit Hold'em - Main Event     | 346        | Kevin Paqué         | € 260.878,-   | Steve O'Dwyer         |         |
| 27     | 2018 | € 4.000 No Limit Hold'em - Main Event     | 294        | Alberto Stegeman    | € 240.183,-   | Kilian Kramer         |         |
| 26     | 2017 | € 4.000 No Limit Hold'em - Main Event     | 285        | Claas Segebrecht    | € 235.087,-   | Bart Lybaert          |         |
| 25     | 2016 | € 4.000 No Limit Hold'em - Main Event     | 356        | Hakim Zoufri        | € 275.608,-   | Fabio Sperling        |         |
| 24     | 2015 | € 4.000 No Limit Hold'em - Main Event     | 291        | Jussi Nevanlinna    | € 300.000,-   | Georgios Zisimopoulos |         |
| 23     | 2014 | € 4.000 No Limit Hold'em - Main Event     | 298        | Ruben Visser        | € 306.821,-   | David Boyaciyan       |         |
| 22     | 2013 | € 4.000 No Limit Hold'em - Main Event     | 298        | Noah Boeken         | € 306.821,-   | Simon Persson         |         |
| 21     | 2012 | € 5.000 No Limit Hold'em - Main Event     | 212        | Ole Schemion        | € 286.200,-   | Pieter de Korver      |         |
| 20     | 2011 | € 5.000 No Limit Hold'em - Main Event     | 298        | David Boyaciyan     | € 382.200,-   | Jussi Nevanlinna      |         |
| 19     | 2010 | € 6.000 No Limit Hold'em - Main Event     | 249        | Marcel Bjerkmann    | € 403.380,-   | Ville Haavisto        |         |
| 18     | 2009 | € 6.000 No Limit Hold'em - Main Event     | 342        | Kristoffer Thorsson | € 636.120,-   | Saydam Ozgür          |         |
| 17     | 2008 | € 6.000 No Limit Hold'em - Main Event     | 335        | Jan Vang Sørensen   | € 623.100,-   | Gustav Ekerot         |         |
| 16     | 2007 | € 5.000 No Limit Hold'em - Main Event     | 428        | Trond Eidsvig       | € 620.600,-   | Michael Martin        |         |
| 15     | 2006 | € 5.000 No Limit Hold'em - Main Event     | 345        | Ali Jalali          | € 700.000,-   | Jeraint Hazan         |         |
| 14     | 2005 | € 5.000 No Limit Hold'em - Main Event     | 264        | Thomas Middelthon   | € 528.000,-   | Patrick Bueno         |         |
| 13     | 2004 | € 5.000 No Limit Hold'em - Main Event     | 188        | Robert Mizrachi     | € 372.240,-   | Tristan McDonald      |         |
| 12     | 2003 | € 3.000 LIDO International - Main Event   | 205        | Johan Storakers     | € 243.540,-   | Ian Oldershaw         |         |
| 11     | 2002 | € 3.000 LIDO International - Main Event   | 198        | Angelo Zuoping Yu   | € 168.000,-   | Johan Storakers       |         |
| 10     | 2001 | HFl 5.000 LIDO International - Main Event | 170        | Graham Hiew         | HFl 336.600,- | Graham Pound          |         |
| 9      | 2000 | HFl 5.000 LIDO International - Main Event | 189        | Steve Liu           | HFl 314.820,- | Erich Kollmann        |         |
| 8      | 1999 | HFl 5.000 LIDO International - Main Event | 135        | Ram Vaswani         | HFl 276.300,- | Marcel Cohen          |         |
| 7      | 1998 | HFl 5.000 No Limit Hold'em - Main Event   | 125        | Asher Derei         | HFl 247.500,- | Wong Ke Hu            |         |
| 6      | 1997 | HFl 5.000 No Limit Hold'em - Main Event   | 90         | Björn Janson        | HFl 178.200,- | Siegfried Stockinger  |         |
| 5      | 1996 | HFl 1.000 No Limit Hold'em - Main Event   | 122+83R    | Mike Magee          | HFl 80.360,-  | Dennis Zervos         |         |
| 4      | 1995 | HFl 1.000 No Limit Hold'em - Main Event   | 96+66R     | Belinda Blokker     | HFL 84.909.-  | Hans Pfister          |         |
| 3      | 1994 | HFl 1.075 No Limit Hold'em - Main Event   | 109        | ... G. Hawass       | HFL 56.050,-  | Theo Braendle         |         |
| 2      | 1993 | HFl 2.000 No Limit Hold'em - Main Event   | 38         | Surinder Sunar      | HFL 41.800,-  | Lothar Landauer       |         |
| 1      | 1992 | HFl 1.050 Seven Card Stud - Main Event    |            | Gerard Dresken      | HFL 36.000,-  | Onbekend              |         |

## Winnaars High Roller
| Jaar | Toernooi                                                   | Deelnemers | Winnaar           | Prijs    | Nummer twee         | Uitslag |
| ---- | ---------------------------------------------------------- | ---------- | ----------------- | -------- | ------------------- | ------- |
| 2024 | €6.300 No Limit Hold'em - High Roller Event                | 45         | Roope Tarmi       | €102.850 | Diego Montone       |         |
| 2023 | €2.300+2.000 No Limit Hold'em - High Roller Mystery Bounty | 74+21R     | Raoul Kanmé       | €146.393 | Willem Wesselink    |         |
| 2022 | €6.000 No Limit Hold'em - High Roller Event                | 58         | Duco ten Haven    | €111.509 | Henok Tekle Mariam  |         |
| 2019 | €9.800 No Limit Hold'em - High Roller Event                | 45         | Jorryt van Hoof   | €164.508 | Joris Ruijs         |         |
| 2018 | €10.300 No Limit Hold'em - High Roller Re-entry            | 68         | Hakim Zoufri      | €215.761 | Jan-Eric Schwippert |         |
| 2017 | €10.300 No Limit Hold'em - High Roller Re-entry            | 65         | Joris Ruijs       | €206.242 | Ole Schemion        |         |
| 2016 | €10.250 No Limit Hold'em - High Roller 8 Max               | 74         | Noah Boeken       | €217.069 | Charlie Carrel      |         |
| 2015 | €10.250 No Limit Hold'em - High Roller Re-entry            | 44         | Kully Sidhu       | €161.172 | Jer El Salsero      |         |
| 2014 | €10.250 No Limit Hold'em - High Roller Event               | 38         | Rachid Ben Cherif | €139.194 | Ole Schemion        |         |
| 2013 | €10.250 No Limit Hold'em - High Roller Event               | 26         | Bryn Kenney       | €102.960 | Govert Metaal       |         |
| 2012 | €10.250 No Limit Hold'em - High Roller Event               | 40         | Rens Feenstra     | €148.000 | Igor Kurganov       |         |
| 2011 | €10.000 No Limit Hold'em - High Roller Event               | 35         | Scott Baumstein   | €129.500 | Ognjen Sekularac    |         |

## Winnaars Super High Roller
| Jaar | Toernooi                                      | Deelnemers | Winnaar      | Prijs     | Nummer twee    | Uitslag |
| ---- | --------------------------------------------- | ---------- | ------------ | --------- | -------------- | ------- |
| 2016 | € 25.250 No Limit Hold'em - Super High Roller | 13         | Ole Schemion | € 160,875 | Frank Williams |         |